# Ganesa
Ganesa is een geslacht van weekdieren uit de klasse van de Gastropoda (slakken).

## Soorten
- Ganesa nitidiuscula Jeffreys, 1883
- Ganesa panamensis Dall, 1902